# Vaire-le-Petit
Vaire-le-Petit település Franciaországban, Doubs megyében. Lakosainak száma 226 fő (2013). Vaire-le-Petit Amagney, Deluz, Novillars és Vaire-Arcier községekkel határos.

## Népesség
A település népessége az elmúlt években az alábbi módon változott:
| Lakosok száma | 198  | 210  | 197  | 171  | 177  | 197  | 194  | 197  | 205  | 226  |
|               | 1962 | 1968 | 1975 | 1982 | 1990 | 1999 | 2006 | 2008 | 2011 | 2013 |